# Маслов, Василий Тимофеевич
Василий Тимофеевич Маслов (1895—1979) — советский военачальник, участник Великой Отечественной войны, Герой Советского Союза (6.04.1945). Генерал-майор (31.03.1943).

## Первая мировая и гражданская войны
Василий Маслов родился 1 января 1895 года в городе Керенск (ныне — село Вадинск, Вадинский район Пензенской области). Окончил начальную школу.
Мобилизован в Русскую императорскую армию в августе 1915 года. Служил в 199-м запасном батальоне в Иваново-Вознесенске. В Первой мировой войне участвовал с ноября 1916 года, когда прибыл в 16-й Финляндский стрелковый полк на Юго-Западный фронт. Окончил учебную команду этого полка, воевал командиром отделения и взвода пулемётной команды полка.  Участвовал в Брусиловском прорыве, в боях в районе городов Луцк и Бучач. В начале ноября 1917 года старший унтер-офицер В. Т. Маслов убыл домой в отпуск, и более в полк не вернулся.
В декабре 1917 года добровольно вступил в Красную гвардию Керенска и стал командиром пулемётного взвода. В июле 1918 года весь отряд был зачислен в состав войск ВЧК. С октября этого года Маслов служил начальником пулемётной команды Пензенского батальона ВЧК. В январе 1919 года с батальоном убыл на Западный фронт, воевал против армии генерала Н. Н. Юденича. В 1918 году вступил в РКП(б).
На фронте в марте 1919 года переведён в Рабоче-крестьянскую Красную Армию, в 91-й стрелковый полк 11-й Петроградской стрелковой дивизии. Прошёл в этом полку всю Гражданскую войну, будучи командиром взвода, начальником пулемётной команды, командиром роты, начальником пешей разведки полка. За отличия при взятии Луги был награждён именным маузером. С января 1920 года участвовал в советско-польской войне. В бою 21 мая 1920 года за город Глубокое в Белоруссии был тяжело ранен. После выздоровления осенью был направлен на курсы командиров батальонов при штабе 15-й армии, но вскоре их расформировали и Маслов вернулся в свой полк. С января 1921 года его батальон стоял на советско-финской границе на Карельском перешейке, с осени охранял пороховые склады в Колпино, в декабре переведён в Петроград.

## Межвоенное время
После окончания Гражданской войны продолжил службу в армии. Служил в той же 11-й стрелковой дивизии, был помощником командира и командиром роты 31-го стрелкового полка, с 1925 года — командиром 15-го отдельного пулемётного батальона на Карельском перешейке. Во время службы в 1925 году В. Т. Маслов окончил  Стрелково-тактические курсы усовершенствования комсостава РККА имени III Коминтерна «Выстрел», а в 1932 году — пулемётные курсы при курсах «Выстрел». С февраля 1932 года служил помощником командира 11-го Туркестанского стрелкового полка по строевой части 4-й Туркестанской стрелковой дивизии Ленинградского военного округа. В январе 1934 года был назначен командиром авиапарка 400-й авиационной бригады ВВС Ленинградского военного округа. С августа 1937 года — помощник командира полка по строевой части, а затем и командир 33-го стрелкового полка 11-й стрелковой дивизии, в которой ранее прослужил более десяти лет. Полк дислоцировался в городах Кингисепп и Усть-Луга. По некоторым данным, участвовал в Гражданской войне в Испании. Указом Президиума Верховного Совета СССР от 22 февраля 1938 года к 20-летию РККА Маслов был награжден орденом Красного Знамени. В мае 1939 года назначен командиром 9-й Кавказской горнострелковой дивизии Закавказского военного округа (Батуми).

## Великая Отечественная война
После начала войны дивизия оставалась в прежнем месте дислокации, занимаясь укреплением границы с Турцией. С октября 1941 года — комендант 5-го укрепрайона Закавказского фронта, который строился вокруг города Ленинакан в Армянской ССР. В марте 1942 года был назначен командиром 155-й отдельной курсантской стрелковой бригады в Тбилиси, в июне 1942 — командиром 416-й Азербайджанской стрелковой дивизии, которая формировалась в городе Уджары Азербайджанской ССР.
С сентября 1942 года участвовал в Великой Отечественной войне, тогда эта дивизия под его командованием прибыла в 44-ю армию Северной группы войск Закавказского фронта, заняла оборону по реке Сулак и участвовала в Нальчикско-Орджоникидзевской оборонительной операции битвы за Кавказ.
С 10 ноября 1942 года командовал 261-й Армянской стрелковой дивизией 45-й армии Закавказского фронта (находилась на турецкой границе). В мае 1943 года направлен на учёбу. В апреле 1944 года окончил ускоренный курс Высшей военной академии имени К. Е. Ворошилова.
После окончания академии вновь прибыл на фронт и 24 мая назначен командиром 323-й стрелковой дивизии в 5-й армии 1-го Белорусского фронта. Командовал этой дивизией до конца войны. Хорошо проявил себя в Белорусской стратегической наступательной операции (Бобруйская, Минская, Белостокская фронтовые операции) на 2-м Белорусском фронте. В октябре дивизию передали в 33-ю армию 1-го Белорусского фронта.
Командир 323-й стрелковой дивизии 38-го стрелкового корпуса 33-й армии 1-го Белорусского фронта генерал-майор Василий Тимофеевич Маслов особенно отличился в ходе Висло-Одерской наступательной операции. В первый же день наступления, 14 января 1945 года дивизия Маслова первой в армии прорвала мощную многоэшелонированную немецкую оборону с Пулавского плацдарма, за первые сутки боя вклинившись на 17 километров в глубину. К исходу 17 января глубина продвижения дивизии составила уже 50 километров. Точно определив момент начала отвода немецких войск, Маслов организовал стремительное преследование, благодаря которому бойцы врывались на каждый последующий рубеж на плечах отходившего противника, не давая немцам приостановить советское наступление. За первые четверо суток боя дивизией уничтожено 2 320 солдат и офицеров противника, 10 танков, 51 орудие и миномёт, много другого вооружения. В последующие дни дивизия столь же стремительно продвигалась на запад по Польше.
За образцовое выполнение боевых заданий командования на фронте борьбы с немецкими захватчиками и проявленные при этом отвагу и геройство Указом Президиума Верховного Совета СССР от 6 апреля 1945 года генерал-майору Василию Тимофеевичу Маслову присвоено звание Героя Советского Союза с вручением ордена Ленина и медали «Золотая Звезда». Дивизия была награждена за эту операцию орденом Суворова 2-й степени (19.02.1945).
Весной 1945 года столь же успешно командовал дивизией в Восточно-Померанской и Берлинской наступательных операциях.
За время войны комдив Маслов  был два раза персонально упомянут в благодарственных в приказах Верховного Главнокомандующего.

## Послевоенная биография
После окончания войны продолжил службу в Советской Армии. С июля 1945 года командовал 35-й гвардейской стрелковой дивизией в 8-й гвардейской армии Группы советских оккупационных войск в Германии. В феврале 1946 года по состоянию здоровья освобождён от должности и направлен лечиться в Кисловодск (сказались последствия сильной контузии, полученной летом 1944 года, из-за которой на фронте генерал уходить в госпиталь отказался). С мая 1946 года служил на Высших стрелково-тактических Краснознамённых курсах усовершенствования офицерского состава пехоты «Выстрел» имени Маршала Советского Союза Б. М. Шапошникова старшим преподавателем тактики, в феврале 1948 года стал начальником курса подготовки командиров мотострелковых батальонов. В августе 1958 года генерал-майор В. Т. Маслов был уволен в запас.
Проживал в Солнечногорске. Написал небольшие воспоминания в ряде сборников. Скончался 22 мая 1979 года, похоронен в Солнечногорске.

## Награды
- Герой Советского Союза (6.04.1945)[6]
- Два ордена Ленина (21.02.1945, 6.04.1945)
- Четыре ордена Красного Знамени (22.02.1938, 3.11.1944, 30.05.1945, 24.06.1948)
- Орден Суворова 2-й степени (23.07.1944)
- Орден Красной Звезды (31.03.1943)[7]
- Медаль «За оборону Кавказа»
- Медаль «За взятие Берлина»
- Медаль «За освобождение Варшавы»
- Другие медали[8]
- Именное оружие — пистолет «маузер» от Реввоенсовета Республики с надписью «Стойкому борцу Пролетарской революции» (1919)
- Георгиевские кресты 3-й и 4-й степеней[9]

Приказы (благодарности) Верховного Главнокомандующего в которых отмечен В. Т. Маслов.
- За овладение штурмом городом и крупным промышленным центром Белосток — важным железнодорожным узлом и мощным укрепленным районом обороны немцев, прикрывающим пути к Варшаве. 27 июля 1944 года № 151.
- За завершение ликвидации группы немецких войск, окруженной юго-восточнее Берлина. 2 мая 1945 года. № 357.

## Сочинения
- Маслов В. Т. Бойцы вспоминают... / В. Маслов, Н. Митюхин, Б. Сорокин. — Пенза: Приволжское книжное издательство, 1967.

## Память
- В честь Маслова названы улица и школа в Вадинске.
- В музее Вадинской средней школы создана экспозиция о Герое.